# Luz Marina Bustos
Luz Marina Bustos Castañeda (Paime, Cundinamarca, 25 de abril de 1960) es una oficial de la Policía Nacional de Colombia conocida por ser la primera mujer en alcanzar el rango de General en la Policía Nacional de Colombia.
Bustos Castañeda es abogada de la Universidad Católica de Colombia, especialista en Derecho Administrativo, Derecho Penal y Ciencias Forenses. 
Bustos Castañeda ingresó a la Escuela de Cadetes de Policía General Santander en enero de 1980, cuando tenía 20 años de edad. El 5 de noviembre de 1981 se convirtió en oficial al obtener su grado de Subteniente.
Fue Directora del Fondo Rotatorio de la Policía Nacional, Directora de Sanidad y  directora Administrativa y Financiera de la Policía Nacional, Actualmente es la Subdirectora General de la Policìa Nacional, cargo que ocupa desde el mes de agosto de 2013.
Fue ascendida a General el 5 de junio de 2009 en la Escuela de Cadetes de Policía General Santander, durante el gobierno de Álvaro Uribe Vélez.
Desde 2008 Luz Marina Bustos empezó a hacer historia. Ese año se convirtió en la primera mujer en llegar al cargo de general en la Policía Nacional. Cinco años más tarde, en el 2013, dio un paso único y ocupó el cargo de subdirectora general de esta institución. 
Llevar el uniforme siempre fue su sueño desde niña. Sus objetivos nunca le han quedado grandes y, por eso, Bustos se convirtió en una mujer ejemplo en el país. 
Pero su carrera de 35 años en la Policía terminó abruptamente este miércoles, después de haber presentado su retiro voluntario de la institución, sin especificar las razones de su decisión.